# Serie A1 2009-2010 (hockey su pista)
La Serie A1 2009-2010 è stata l'87ª edizione (la 61ª a girone unico) del massimo campionato italiano di hockey su pista maschile; il torneo ebbe luogo dal 17 ottobre 2009 all'8 giugno 2010. Lo scudetto fu conquistato per la prima volta dal Marzotto Valdagno, che sconfisse il Follonica Hockey nella finale play-off.

## Squadre partecipanti
| - AFP Giovinazzo - Amatori Lodi - Bassano 54 – Campione 2008-2009 (C) - Breganze - CGC Viareggio - Correggio – Neopromossa (N) - Follonica | - Forte dei Marmi - Marzotto Valdagno - Molfetta – Neopromossa (N) - Roller Bassano - Sarzana – Neopromossa (N) - Seregno - Trissino |

## Stagione regolare
Nella stagione regolare, le squadre partecipanti si sono affrontate in un girone unico all'italiana con partite di andata e ritorno.
|    | Stagione regolare | Punti |                           |
| -- | ----------------- | ----- | ------------------------- |
| 1  | Marzotto Valdagno | 61    | Play-off scudetto         |
| 2  | Follonica         | 61    | Play-off scudetto         |
| 3  | Amatori Lodi      | 58    | Play-off scudetto         |
| 4  | Bassano 54 (C)    | 44    | Play-off scudetto         |
| 5  | Breganze          | 44    | Play-off scudetto         |
| 6  | AFP Giovinazzo    | 44    | Play-off scudetto         |
| 7  | CGC Viareggio     | 40    | Play-off scudetto         |
| 8  | Sarzana (N)       | 37    | Play-off scudetto         |
| 9  | Molfetta (N)      | 34    |                           |
| 10 | Seregno           | 30    |                           |
| 11 | Roller Bassano    | 29    | Play-out                  |
| 12 | Forte dei Marmi   | 24    | Play-out                  |
| 13 | Correggio (N)     | 12    | Retrocessione in Serie A2 |
| 14 | Trissino          | 5     | Retrocessione in Serie A2 |

1. 1 2  Il Marzotto Valdagno prevale sul Follonica in virtù dei risultati negli scontri diretti.
2. 1 2 3  Le posizioni comprese tra la 4ª e la 6ª sono state determinate in base ai risultati degli scontri diretti.

## Play-out
Nei play-out, Roller Bassano e Forte dei Marmi incontrarono rispettivamente Roller 3000 Novara e Montebello, formazioni provenienti dal campionato di Serie A2.

### Turno unico

#### Roller Bassano vs. Roller 3000 Novara
| Novara 1º maggio 2010 | Roller 3000 Novara | 0 – 9 | Roller Bassano |  |

| Bassano del Grappa 8 maggio 2010 | Roller Bassano | 4 – 2 | Roller 3000 Novara |  |

#### Forte dei Marmi vs. Montebello
| Montebello Vicentino 1º maggio 2010 | Montebello | 4 – 6 | Forte dei Marmi |  |

| Forte dei Marmi 8 maggio 2010 | Forte dei Marmi | 7 – 1 | Montebello |  |

## Play-off scudetto
Le prime otto classificate della stagione regolare disputarono i play-off scudetto (quarti e semifinali al meglio delle tre partite; finale al meglio delle cinque).

### Tabellone
|  | Quarti di finale | Quarti di finale | Quarti di finale | Quarti di finale | Quarti di finale |    |             | Semifinali   | Semifinali | Semifinali | Semifinali | Semifinali |  |  | Finale | Finale      | Finale | Finale | Finale | Finale | Finale |
|  |                  |                  |                  |                  |                  |    |             |              |            |            |            |            |  |  |        |             |        |        |        |        |        |
|  | 1                | Marzotto V.      | 7                | 8                |                  |    |             |              |            |            |            |            |  |  |        |             |        |        |        |        |        |
|  | 8                | Sarzana          | 3                | 3                |                  |    |             |              |            |            |            |            |  |  |        |             |        |        |        |        |        |
|  | 8                | Sarzana          | 3                | 3                |                  | 1  | Marzotto V. | 7 (3)        | 3          | 5          |            |            |  |  |        |             |        |        |        |        |        |
|  |                  |                  |                  |                  |                  | 1  | Marzotto V. | 7 (3)        | 3          | 5          |            |            |  |  |        |             |        |        |        |        |        |
|  |                  | 5                | Breganze         | 7 (1)            | 5                | 3  |             |              |            |            |            |            |  |  |        |             |        |        |        |        |        |
|  | 4                | 5                | Breganze         | 7 (1)            | 5                | 3  | Bassano 54  | 6            | 10         | 3          |            |            |  |  |        |             |        |        |        |        |        |
|  | 4                |                  |                  |                  |                  |    | Bassano 54  | 6            | 10         | 3          |            |            |  |  |        |             |        |        |        |        |        |
|  | 5                | Breganze         | 7                | 1                | 4                |    |             |              |            |            |            |            |  |  |        |             |        |        |        |        |        |
|  |                  |                  |                  |                  |                  |    |             |              |            |            |            |            |  |  | 1      | Marzotto V. | 5      | 7      | 6      | 5      |        |
|  |                  |                  | 2                | Follonica        | 7                | 3  | 2           | 3            |            |            |            |            |  |  |        |             |        |        |        |        |        |
|  | 3                | Amatori Lodi     | 4                | 2                | 5                |    |             |              |            |            |            |            |  |  |        |             |        |        |        |        |        |
|  | 6                | AFP Giovinazzo   | 2                | 3                | 0                |    |             |              |            |            |            |            |  |  |        |             |        |        |        |        |        |
|  | 6                | AFP Giovinazzo   | 2                | 3                | 0                |    | 3           | Amatori Lodi | 2          | 3          | 4          |            |  |  |        |             |        |        |        |        |        |
|  |                  |                  |                  |                  |                  |    | 3           | Amatori Lodi | 2          | 3          | 4          |            |  |  |        |             |        |        |        |        |        |
|  |                  | 2                | Follonica        | 4                | 2                | 10 |             |              |            |            |            |            |  |  |        |             |        |        |        |        |        |
|  | 2                | 2                | Follonica        | 4                | 2                | 10 | Follonica   | 3 (0)        | 4          | 5          |            |            |  |  |        |             |        |        |        |        |        |
|  | 2                |                  |                  |                  |                  |    | Follonica   | 3 (0)        | 4          | 5          |            |            |  |  |        |             |        |        |        |        |        |
|  | 7                | CGC Viareggio    | 3 (2)            | 2                | 1                |    |             |              |            |            |            |            |  |  |        |             |        |        |        |        |        |

### Quarti di finale

#### (1) Marzotto Valdagno vs. (8) Sarzana
| Sarzana 27 aprile 2010 | Sarzana | 3 – 7 | Marzotto Valdagno |  |

| Valdagno 1º maggio 2010 | Marzotto Valdagno | 8 – 3 | Sarzana |  |

#### (4) Bassano 54 vs. (5) Breganze
| Breganze 27 aprile 2010 | Breganze | 7 – 6 (d.t.s.) | Bassano 54 |  |

| Bassano del Grappa 1º maggio 2010 | Bassano 54 | 10 – 1 | Breganze |  |

| Bassano del Grappa 4 maggio 2010 | Bassano 54 | 3 – 4 (d.t.s.) | Breganze |  |

#### (3) Amatori Lodi vs. (6) AFP Giovinazzo
| Giovinazzo 27 aprile 2010 | AFP Giovinazzo | 2 – 4 | Amatori Lodi |  |

| Lodi 1º maggio 2010 | Amatori Lodi | 2 – 3 (d.t.s.) | AFP Giovinazzo |  |

| Lodi 4 maggio 2010 | Amatori Lodi | 5 – 0 | AFP Giovinazzo |  |

#### (2) Follonica vs. (7) CGC Viareggio
| Viareggio 27 aprile 2010                     | CGC Viareggio        | 3 – 3 (d.t.s.) | Follonica |  |
| \| \| \| \| \| \| Tiri di rigore 2 – 0 \| \| |                      |                |           |  |
|                                              |                      |                |           |  |
|                                              | Tiri di rigore 2 – 0 |                |           |  |

| Follonica 1º maggio 2010 | Follonica | 4 – 2 | CGC Viareggio |  |

| Follonica 4 maggio 2010 | Follonica | 5 – 1 | CGC Viareggio |  |

### Semifinali

#### (1) Marzotto Valdagno vs. (5) Breganze
| Bassano del Grappa 10 maggio 2010            | Breganze             | 7 – 7 (d.t.s.) | Marzotto Valdagno |  |
| \| \| \| \| \| \| Tiri di rigore 1 – 3 \| \| |                      |                |                   |  |
|                                              |                      |                |                   |  |
|                                              | Tiri di rigore 1 – 3 |                |                   |  |

| Valdagno 15 maggio 2010 | Marzotto Valdagno | 3 – 5 | Breganze |  |

| Valdagno 18 maggio 2010 | Marzotto Valdagno | 5 – 3 | Breganze |  |

#### (2) Follonica vs. (3) Amatori Lodi
| Lodi 8 maggio 2010 | Amatori Lodi | 2 – 4 | Follonica |  |

| Follonica 15 maggio 2010 | Follonica | 2 – 3 | Amatori Lodi |  |

| Follonica 18 maggio 2010 | Follonica | 10 – 4 | Amatori Lodi |  |

### Finale

#### (1) Marzotto Valdagno vs. (2) Follonica
| Follonica 22 maggio 2010 | Follonica | 7 – 5 | Marzotto Valdagno |  |

| Valdagno 2 giugno 2010 | Marzotto Valdagno | 7 – 3 | Follonica |  |

| Valdagno 5 giugno 2010 | Marzotto Valdagno | 6 – 2 | Follonica |  |

| Follonica 8 giugno 2010 | Follonica | 3 – 5 | Marzotto Valdagno |  |

## Verdetti

### Squadra campione d'Italia
- Marzotto Valdagno

### Squadre qualificate all'Eurolega 2010-2011
- Marzotto Valdagno
- Follonica
- Bassano 54
- CGC Viareggio

### Squadre qualificate alla Coppa CERS 2010-2011
- Amatori Lodi
- AFP Giovinazzo
- Sarzana
- Seregno

### Squadre retrocesse in Serie A2
- Trissino (dopo la stagione regolare)
- Correggio (dopo la stagione regolare)

## Cannonieri
Massimo Tataranni ( Marzotto Valdagno), con 63 reti.